# Mathilda (novela)
Mathilda, ou Matilda, é a segunda longa obra de ficção de Mary Shelley, escrita entre agosto de 1819 e fevereiro de 1820 e primeiro publicada postumamente em 1959. Lida com temas comuns da literatura gótica, como incesto e suicídio.
A narrativa lida com o amor incestuoso de um pai por sua filha. Foi percebido como um romance autobiográfico e como um roman à clef, onde os nomes fictícios do romance representam pessoas reais. Nesta leitura, Mathilda representa a própria Mary Shelley, o pai de Mathilda representa William Godwin (pai de Mary) e o poeta Woodville representa Percy Shelley (marido de Mary). No entanto, o enredo em si pode não ser baseado em fatos. Argumentou-se que se trata de técnicas de narrações não confiáveis e confessionais, que Godwin havia usado em suas próprias obras.

## Contexto
O ato de escrever esta novela distraiu Mary Shelley de sua tristeza após as mortes de sua filha de um ano de idade, Clara, em Veneza em setembro de 1818 e seu filho de três anos de idade, William, em junho de 1819 em Roma. Estas perdas mergulharam Mary Shelley em uma depressão que distanciou ela emocionalmente e sexualmente de Percy Shelley, e deixou ela, como ele colocou, "na lareira do pálido desespero".

## Enredo
Narrando de seu leito de morte, Mathilda, uma jovem mulher apenas em seus vinte anos, escreve sua história como um caminho de explicar suas ações para seu amigo, Woodville. Sua narração segue sua solitária educação e clímax em um ponto quando seu pai não nomeado confessa seu amor incestuoso por ela. Isso é então seguido por seu suicídio por afogamento e sua final morte; seu relacionamento com o talentoso jovem poeta, Woodville, falha para reverter a retirada emocional de Mathilda ou prevenir sua solitária morte.
A novela começa com os leitores tornando-se conscientes que essa história está sendo narrada na primeira pessoa, por Mathilda, e que esta narração é significada para uma específica audiência em resposta para uma questão perguntada antes do início da novela: "Você tem muitas vezes me perguntado a causa da minha vida solitária; minhas lágrimas; e acima de tudo de meu impenetrável e cruel silêncio." Leitores rapidamente sabem que Mathilda está em seu leito de morte e essa é a única razão que ela está expondo o que parece para ser um segredo sombrio.
A primeira narrativa de Mathilda explora o relacionamento entre sua mãe e pai, e como eles conheceram um ao outro crescendo. A mãe de Mathilda, Diana, e seu pai eram amigos de infância; o pai de Mathilda encontrou consolo em Diana após a morte de sua própria mãe e os dois se casaram não muito tempo depois. Mathilda, como narradora, nota que Diana mudou o pai de Mathilda fazendo ele mais terno e menos inconstante. Entretanto, Mathilda nasceu um pouco mais que um ano após o casamento deles e Diana morreu uns poucos dias após o nascimento dela, causando ao seu pai afundar em uma profunda depressão. Sua irmã, a tia de Mathilda, veio para a Inglaterra para ficar com eles e ajudar a cuidar de Mathilda, mas o pai de Mathilda, incapaz de até mesmo olhar para sua filha, saiu em cerca de um mês após a morte de sua esposa e Mathilda foi criada por sua tia.
Mathilda conta para Woodville que sua educação, enquanto fria sob a parte de sua tia, nunca foi negligente; ela aprendeu a ocupar seu tempo com livros e passeios ao redor da propriedade de sua tia em Loch Lomond, Escócia. No décimo sexto aniversário de Mathilda sua tia recebeu uma carta do pai de Mathilda expressando seu desejo para ver sua filha. Mathilda descreve seus primeiros três meses na companhia um do outro como sendo feliz, mas isso termina primeiro quando a tia de Mathilda morre e então, após os dois retornarem para Londres, com a expressão do pai de Mathilda de seu amor por ela.
Dirigindo-se para o momento da revelação, Mathilda foi cortejada por pretendentes quais, ela percebeu, desenharam humores sombrios de seu pai. Esta escuridão seguiu causando que Mathilda armasse um caminho de trazer de volta o pai que ela uma vez conheceu. Ela pediu para ele acompanhar ela em uma caminhada através do bosque que cercava eles e, em sua caminhada, ela expressou suas preocupações e seus desejos de restaurar seu relacionamento. Seu pai acusou ela de ser "presunçosa e muito eruptiva." Entretanto, isso não parou ela e ele eventualmente confessou seu desejo incestuoso em relação a ela. O pai de Mathilda esvaiu e ela recuou de volta para sua casa. Seu pai deixou para ela uma nota na manhã seguinte explicando que ele iria deixar ela e ela entendeu que sua atual intenção era para cometer suicídio. Mathilda seguiu ele, mas era muito tarde para parar ele de afogar a si mesmo.
Por algum tempo após a morte dele, Mathilda retornou para a sociedade como ela ficou doente em suas tentativas para parar seu pai. Ela percebeu, embora, que ela não poderia permanecer nessa sociedade e ela falsificou sua própria morte para assegurar que ninguém iria vir procurando por ela. Mathilda restabeleceu ela mesma em uma solitária casa na charneca. Ela tem uma empregada que veio para cuidar da casa a cada poucos dias, mas não outro que aquele que ela não teve interação humana até Woodville também estabelecer residência na charneca cerca de dois anos após ela escolher residir lá.
Woodville estava de luto pela perda de sua noiva, Elinor, e uma poetisa. Ele e Mathilda atingem uma amizade; Woodville muitas vezes pergunta a Mathilda por que ela nunca sorria mas ela não iria em muitos detalhes a respeito disso. Um dia, Mathilda sugeriu para Woodville que eles terminassem seus mútuos sofrimentos juntos e cometessem suicídio. Woodville falou com Mathilda fora dessa decisão, mas logo após teve que deixar a charneca para cuidar de sua mãe enferma. Mathilda contempla seu futuro após sua partida, e enquanto caminhando através da charneca, fica perdida e termina dormindo do lado de fora por uma noite. Chove enquanto ela dorme do lado de fora e, após ela fazer seu caminho de volta para sua casa, ela se torna extremamente doente.
É nesse estado que Mathilda decide escrever fora sua história para Woodville como um caminho para explicar para ele seu sombrio semblante, mesmo embora ela reconheça que ela não tem muito mais para viver.

## Criticismo
Os comentadores têm muitas vezes lido o texto como autobiográfico, com os três personagens centrais em pé para Mary Shelley, William Godwin (seu pai), e Percy Shelley (seu marido). Não há nenhuma evidência firme, entretanto, que a linha da história em si é autobiográfica. Análise do primeiro esboço de Mathilda intitulado, "The Fields of Fancy", revela que Mary Shelley tomou como seu ponto de partida o inacabado "The Cave of Fancy" de Mary Wollstonecraft, em qual uma mãe de uma pequena garota morre em um naufrágio. Como Mary Shelley mesma, Mathilda idealiza sua perdida mãe. De acordo com a editora Janet Todd, a ausência da mãe das últimas páginas da novela sugere que a morte de Matilda tornou ela uma com sua mãe, permitindo uma união com o pai morto. A crítica Pamela Clemit resiste a uma leitura puramente autobiográfica e argumenta que Mathilda é uma novela artisticamente trabalhada, implantando narrações não confiáveis e confessionais no estilo de seu pai, bem como o dispositivo da busca usado por Godwin em seu Caleb Williams e por Mary Shelley em Frankenstein. A editora da novela de 1959, Elizabeth Nitchie, notou suas falhas da novela de "verbosidade, enredo solto, alguma coisa estereotipada e extravagante caracterização", mas elogiou um "sentimento pela personagem e situação e fraseando que é muitas vezes vigorosa e precisa".
A história pode ser vista como uma metáfora para o que acontece quando uma mulher, ignorante de todas as consequências, segue o seu próprio coração, enquanto dependente de seu benfeitor masculino.
Mathilda também tem sido visto como um exemplo de redefinir as narrativas góticas femininas. Uma importante característica desse redefinido gênero muitas vezes inclui narradoras femininas tendo mais controle sob a história do que era comum na época. De acordo com Kathleen A. Miller, "Embora a novela de Shelley aparece para relatar uma convencional narrativa gótica feminina de uma jovem mulher vitimizada pelo desejo incestuoso do pai, isso deixa aberta a possibilidade que, em fato, é Mathilda, em vez de seu pai, que exerce controle sob o script gótico do romance." Isso potencialmente permite para Mathilda ser vista como um positivo papel modelo na literatura do século dezenove como ela surpassa a autoridade paternal e recusa para conformar para práticas comumente aceitadas em relação a personagens femininas na literatura da época. Esta redefinição ocorre em vários caminhos: a recusa de Mathilda para nomear seu pai, sua voz sendo a fonte primária de informação providenciada para os leitores, e uma falta da novela terminar em casamento qual era o típico motif para a literatura gótica feminina.

## Publicação
Mary Shelley enviou o terminado Mathilda para seu pai na Inglaterra, para submeter a publicação. Entretanto, embora Godwin admirasse aspectos da novela, ele encontrou o tema do incesto "repugnante e detestável" e falhou para retornar o manuscrito, apesar de repetidos pedidos de sua filha. Na luz da morte tardia de Percy Bysshe Shelley por afogamento, Mary Shelley veio para considerar a novela como sinistra; ela escreveu de si mesma e Jane Williams "dirigindo (como Mathilda) em direção ao mar para saber se nós estávamos para ser por sempre condenadas a miséria". A novela foi publicada pela primeira vez em 1959, editada por Elizabeth Nitchie de papéis dispersos. Isso tem se tornado possivelmente a obra melhor conhecida de Mary Shelley após Frankenstein.